# ماكسيمليان دو بوارنيه، دوق ليوتشتنبيرغ الثالث
ماكسيمليان دو بوارنيه، دوق ليوتشتنبيرغ الثالث (بالروسية: Максимилиан Лейхтенбергский)‏ (و. 1817 – 1852 م) هو عالم نبات من الإمبراطورية الروسية، ولد في ميونخ، كان عضوًا في الأكاديمية البافارية للعلوم والعلوم الإنسانية، توفي في سانت بطرسبرغ، عن عمر يناهز 35 عاماً.

## جوائز
حصل على جوائز منها:

نيشان فرسان القديس أندراوس